# Ialtris haetianus
Espèce
Synonymes
- Darlingtonia haetiana Cochran, 1935
- Darlingtonia haetiana perfector Schwartz & Thomas, 1965
- Darlingtonia haetiana vaticinata Schwartz, 1970

Ialtris haetianus  est une espèce de serpents de la famille des Dipsadidae.

## Répartition
Cette espèce est endémique d'Hispaniola.

## Sous-espèces
Selon The Reptile Database (3 septembre 2013) :
- Ialtris haetianus haetianus (Cochran, 1935)
- Ialtris haetianus perfector (Schwartz & Thomas, 1965)
- Ialtris haetianus vaticinata (Schwartz, 1970)

## Publications originales
- Cochran, 1935 : New reptiles and amphibians collected in Haiti by P. J. Darlington. Proceedings of the Boston Society of Natural History, vol. 40, p. 367-376.
- Schwartz, 1970 : Darlingtonia haetiana (Serpentes, Colubridae): a new subspecies. Herpetologica, vol. 26, no 3, p. 324-331.
- Schwartz & Thomas, 1965 : The genus Darlingtonia (Serpentes) in Hispaniola, including a new subspecies from the Dominican Republic. Breviora, no 229, p. 1-10 (texte intégral).